# Aceratherium
Aceratherium ist eine ausgestorbene Gattung der Nashörner, die vor allem vom Unteren bis zu Beginn des Oberen Miozän vor 23 bis 7 Millionen Jahren in Europa und Asien lebte. Sie ist durch schlanke und recht kurze Gliedmaßen charakterisiert, wobei das Hauptmerkmal aber ein fehlendes oder nur sehr klein ausgebildetes Horn ist. Die Ausbildung der Zähne lässt auf einen spezialisierten Pflanzenfresser mit Bevorzugung weicher Pflanzenkost schließen.

## Merkmale

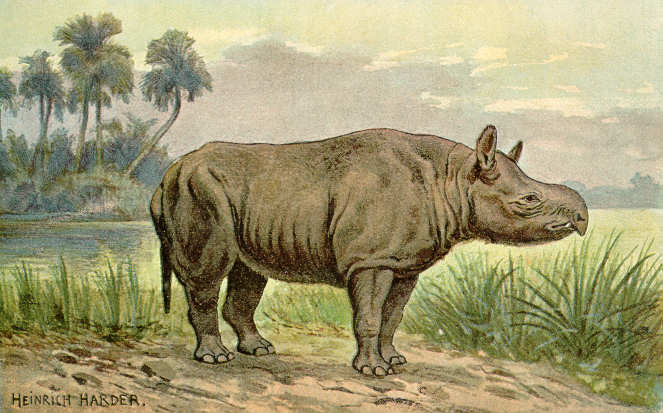
Lebendrekonstruktion von Aceratherium von Heinrich Harder 1920

Aceratherium umfasst mittelgroße bis große Vertreter der Nashörner. Einzelne Mitglieder dieser Gattung erreichten eine Kopf-Rumpf-Länge von rund 230 cm bei einer Schulterhöhe von 100 bis 120 cm. Damit lag Aceratherium eher im Größenbereich des heutigen Sumatra-Nashorns (Dicerorhinus sumatrensis), der kleinsten rezenten Nashornart. Das Gewicht wird für die frühen Angehörigen von Aceratherium mit rund 1 t angegeben, spätere waren aber deutlich schwerer. Die Vertreter zeichneten sich durch einen schlanken und weniger robusten Körperbau aus.
Der Schädel wurde etwa 45 bis 58 cm lang und war schmal und hoch. Das Hinterhauptsbein besaß eine rechtwinklige und kurze Form. Das Nasenbein zeigte einen geraden und kurzen Verlauf und besaß teilweise eine kleine aufgeraute Fläche an der Nasenspitze als Ansatzstelle eines sehr kleinen Hornes. Außerdem lag das Nasenbein weit über dem Mittelkieferknochen und war nicht mit diesem verbunden. Dadurch entstand ein sehr großer Naseninnenraum mit einer nur kurzen Distanz zu den Augenhöhlen. Die Stirnlinie zwischen Hinterhaupts- und Nasenbein war meist geradlinig gestaltet, teilweise wies sie aber über den Augen einen leichten Buckel auf.
Der 40 bis 49 cm lange Unterkiefer war schmal, aber kräftig gebaut und besaß eine ebenfalls bis moderat schmale Symphyse, welche bis zum vorletzten oder letzten Prämolaren reichte. Der Unterkieferkörper erreichte unterhalb des letzten Backenzahns eine Höhe von gut 8 cm. Die Zahnanzahl war nur leicht reduziert, vor allem im vorderen Gebiss. Die Zahnformel für ein erwachsenes Tier lautete: {\displaystyle {\frac {1.0.4.3}{2.0.4.3}}}.  Der untere äußere Schneidezahn (I2) besaß eine dolchartig spitze und deutlich gekrümmte Form und konnte bis über 3 cm lang werden, wobei er schräg nach oben ragte, die restlichen waren meißelartig gestaltet. Zur hinteren Bezahnung bestand ein mittelgroßes Diastema. Die Backenzähne wiesen eine niedrige Zahnkrone (brachyodont) auf. Dabei waren die Prämolaren wenig molarisiert, das heißt ihr Aussehen wich von dem der Molaren noch deutlich ab. Allerdings zeigten sich durch Verbreiterungen der Kauoberflächen schon Tendenzen zu einer stärkeren Molarisierung. Größter Zahn im Gebiss war der zweite Molar, der fasst 6 cm Länge erreichte.
Die Wirbelsäule setzte sich aus sieben Hals-, 17 Brust-, vier Lenden-, fünf Kreuzbein- und 21 Schwanzwirbel zusammen, wobei die Anzahl bei letzteren als Minimum angesehen wird. Die Gliedmaßen waren teils gekürzt, aber noch nicht so stark reduziert waren wie beim späteren Chilotherium. Der Oberarmknochen wurde bis zu 30 cm lang, die Elle bis 33 cm. Die Vorderbeine endeten in vier Zehen, wobei der Mittelstrahl (Metacarpus III) mit bis zu 12 cm Länge wie bei allen Unpaarhufern am stärksten ausgebildet war. Die seitlich ansetzenden Zehen waren schlanker und standen seitlich ab. Der am Vorderfuß auftretende vierte Zeh (Metacarpus V) wies dagegen eine deutlich reduzierte Länge auf, die allerdings innerhalb der Gattung Aceratherium variierte. Die vierzehigen (tetradactylen) Vorderfüße zeigen die urtümlichere Stellung dieser Nashorngruppe gegenüber dem verwandten Chilotherium auf. Der Oberschenkelknochen konnte eine Länge von 37 cm erreichen, das Schienbein von 28 cm. Die Hinterbeine endeten wie bei den heutigen Nashörnern in drei Zehen, auch hier war der mittlere Strahl (Metatarsus III) mit 10 cm Länge am stärksten geformt.

## Fundorte

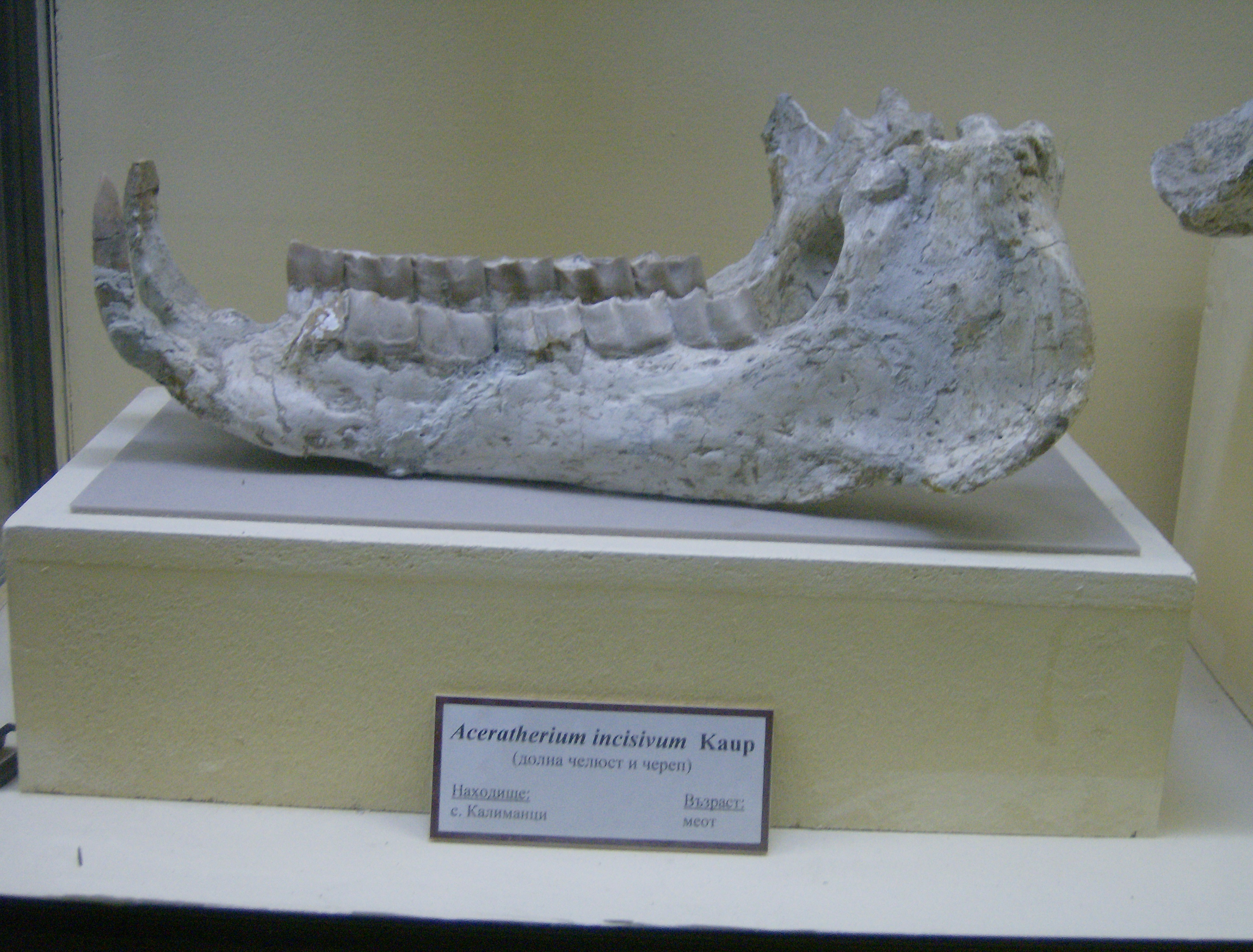
Unterkiefer von Aceratherium

Aceratherium gehört zu den häufigsten Nashornfunden aus dem Miozän in Eurasien, wobei in diese Nashorngattung in Ostasien möglicherweise nicht auftritt. Gefunden werden in der Regel nur einzelne Knochenfragmente oder Zahnreste. Zwei sehr gut erhaltene, beinahe vollständige Skelette stammen aus dem Vulkangebiet Höwenegg im südlichen Baden-Württemberg, die in den 1950er Jahren gefunden wurden. Weitere Funde in Deutschland sind unter anderem aus Dorn-Dürkheim in Hessen und Steinheim an der Murr in Baden-Württemberg bekannt. Aus Österreich wurden einzelne Skelettelemente aus Atzeldorf bei Gaweinstal berichtet, weitere Funde (ein Unterkiefer-Molar sowie ein Metapodium) konnten bei Gaweinstal direkt geborgen werden. Aus Tschechien sind Reste von Tuchořice beschrieben worden. Bedeutend sind vor allem auch Funde aus Spanien, die sowohl einzelne Zahnreste als auch mehr oder weniger vollständige Skelettreste umfassen.  Zahlreiche Funde stammen dabei aus der Umgebung von Madrid und Guadalajara. Überaus bedeutend sind auch Funde aus der Dhok-Pathan-Formation in den Siwaliks in Pakistan. Ein vollständiger Schädel mit zugehörigem Unterkiefer konnte in Tha Chang in der thailändischen Provinz Nakhon Ratchasima entdeckt werden, der zudem zu den jüngsten Funden von Aceratherium gehört.

## Paläobiologie
Die schlanken, aber relativ kurzen Beine stellen eine Anpassung an eher offene Waldlandschaften dar, ermöglichten jedoch keine ausdauernde Fortbewegung. Die niedrigen Zahnkronen geben Hinweise auf eine bevorzugte weiche Pflanzenkost wie Blätter oder Zweige als Nahrungsgrundlage. Diese wurde aber nicht vom Boden aufgenommen, da der Kopf aufgrund seines Aufbaus deutlich horizontal getragen wurde und die vergleichsweise zu Chilotherium langen Beine den Untergrund schwerer erreichen ließen. Am Maul war möglicherweise wie bei den heutigen blattfressenden Nashörnern eine sehr bewegliche spitze Oberlippe ausgebildet, die aufgrund des fehlenden bzw. nur sehr kleinen Hornes wohl noch wesentlich mobiler war. Die horizontale Kopfhaltung brachte auch die unteren Schneidezähne in eine frontale Position, so dass diese gegebenenfalls als Waffe eingesetzt werden konnten.

## Systematik

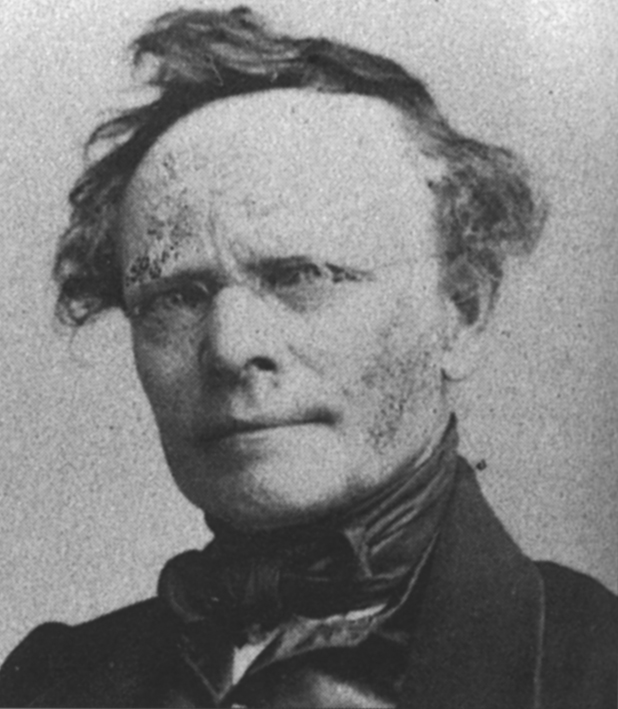
Johann Jakob Kaup (1803–1873)

Die Gattung Aceratherium gehört innerhalb der Familie der Nashörner (Rhinocerotidae) zur Unterfamilie der Aceratheriinae, die eine Vorläuferform der stammesgeschichtlich moderneren Rhinocerotinae mit den heutigen Nashörnern darstellt. Die Gruppe lässt sich bis ins Oligozän vor 32 Millionen Jahren zurückverfolgen. Charakterisiert werden die Aceratheriinae durch das gerade verlaufende, aber schwach ausgeprägte Nasenbein, das typischerweise keine oder nur gering entwickelte Ansatzstellen für Hörner aufweist, und die deutlich gekürzten Gliedmaßen. Innerhalb der Aceratheriinae bilder die Gattung einen Teil der Tribus der Aceratheriini, zu denen auch das nah verwandte Chilotherium gestellt wird. Letzteres ist aber deutlich fortentwickelter und weist neben einem stärker reduzierten Gebiss auch wesentlich kürzere Gliedmaßen mit nur drei Zehen (tridactyl) an den Vorderbeinen auf. Das Schwestertaxon der Aceratheriini bilden die Teleoceratini mit Teleoceras aus dem späten Miozän Nordamerikas und dem auch in Eurasien auftretenden riesigen Brachypotherium.
Es wurden mehrere Arten von Aceratherium beschrieben, heute anerkannt sind zwei:
- A. incisivum (Cuvier, 1822)
- A. porpani Deng, Hanta & Jintasakul, 2013

Umstritten ist die Eigenständigkeit der Art A. depereti Borissiak, 1927. Unter der Voraussetzung, dass Alicornops als Untergattung von Aceratherium zu werten ist, wie es 1979 von Claude Guérin und Léonard Ginsburg angemahnt wurde, müssen folgende Arten noch hinzugezählt werden:
- A. simorrense (Lartet & Laurillard, 1848)
- A. pauliacense (Richard, 1937)

Diese im Unter- und Mittelmiozän verbreiteten Vertreter zeigen kaum Unterschiede im Zahnaufbau, mit Ausnahme des teilweise deutlich längeren unteren zweiten Schneidezahns. Außerdem sind sie durch einen weitgehend schmaleren Schädel mit deutlichen Hinweisen auf ein kleines Nasalhorn gekennzeichnet.
Die vor allem aus den Siwaliks in Pakistan mehrfach beschriebenen Aceratherium-Arten sind teils unterschiedlich bewertet worden. Das von Guy Ellcock Pilgrim 1910 eingeführte A. bugtiense wurde schon früh als übereinstimmend mit dem Nashornartigen Paraceratherium erkannt, während A. blanfordi jüngst der Gattung Pleuroceros zugewiesen wurde. Weitere beschriebene Arten wie A. perimense werden nun Brachypotherium zugeordnet, während die einst ostasiatischen Formen (A. zernowi, A. tsaidamense, A. hipparionum) heute zu Acerorhinus gestellt werden. Die südosteuropäische Form A. kiliasi ist darüber hinaus in Chilotherium eingegliedert worden, die mitteleuropäische Form A. kuntneri in Molassitherium. Die ursprünglich als nordamerikanischer Vertreter angesehene Art A. acutum ist identisch mit Teleoceras fossiger. Der afrikanische Vertreter A. acutirostratum gehört heute zu Turkanatherium.
Der Gattungsname Aceratherium wurde 1832 von Johann Jakob Kaup (1803–1873) anhand von mehreren Funden aus dem Großherzoglichen Museum in Darmstadt eingeführt. Bereits ein Jahrzehnt zuvor hatte Georges Cuvier basierend auf einigen Zahnfunden die Art Rhinoceros incisivus beschrieben, welche unter der heutigen Bezeichnung A. incisivum als Typusart gilt. Der Name Aceratherium setzt sich aus den griechischen Wörtern α (a „nicht“), κέρας (kéras „Horn“) und θηρίον (thērion „Tier“) zusammen und bezieht sich auf das fehlende oder nur sehr kleine Horn. In einer Studie im gleichen Jahr hatte Kaup bereits zwei weitere Schädelfunde aus Eppelsheim in Hessen als zu Cuviers Rhinoceros incisivus gehörig beschrieben, vermerkte aber die fehlenden Hornansatzstellen und schrieb, dieses Nashorn „wäre daher das einzige Nashorn, das seinen Gattungs-Namen mit Unrecht führt“.

## Stammesgeschichte
Aceratherium trat (unter Einbeziehung der Untergattung Alicornops) erstmals vor 23 Millionen Jahren in Europa auf, zu den ältesten Fundstellen gehört Paulhiac in Frankreich. Diese Vertreter waren noch recht klein. In Deutschland ist die Nashorngattung erstmals vor 13 Millionen Jahren nachgewiesen und wurde unter anderem in Steinheim an der Murr gefunden. Im Laufe ihrer Stammesgeschichte wurde die Aceratherium Vertreter immer größer. Letztmals kam sie vor neun Millionen Jahren vor. Zu den jüngsten Funden in Europa sind jene von Montredon in Frankreich zu zählen, die etwa 9 Millionen Jahre alt sind. Etwas jünger mit 7 Millionen Jahre ist der Schädelfund aus Tha Chang in Thailand.